# Teresa E. Rohde
María Teresa Escobar Rohde (Ciudad de México, 6 de julio de 1933 - ibíd. 1992) fue una historiadora, investigadora, escritora,  académica y actriz de doblaje mexicana. Se especializó en religiones del Antiguo Oriente dentro del ámbito académico. También realizó diferentes colaboraciones en doblaje de películas, así como trabajos en radio.

## Estudios
Ingresa a la Facultad de Filosofía y Letras de la Universidad Nacional Autónoma de México, donde realiza sus estudios de licenciatura y maestría en Historia, recibiendo por esta última la mención cum laude.
Posteriormente realizó sus estudios de doctorado en Historia antigua en el Radcliffe College, en el Semitic Department of Divinity School de la Universidad de Harvard en la especialidad de Religión y arqueología bíblicas con la beca otorgada por la Organización de Estados Americanos en 1960, mismo que es obligada a repetir ya que no fueron validados por la UNAM. Estos segundos estudios de doctorado en Historia los realiza en la Facultad de Filosofía y Letras de la UNAM en 1990 con su tesis titulada Tiempo sagrado, la cual es publicada posteriormente.

## Vida académica
En 1961 comienza su labor en la academia impartiendo clases en la Facultad de Filosofía y Letras de la Universidad Veracruzana, en Xalapa, con la materia de Historia del cercano Oriente Antiguo, durante un año. Trabajó en El Colegio de México con la clase de Historia de Oriente Antiguo de 1962 a 1963. Asimismo fue profesora invitada en la Escuela Nacional de Antropología e Historia de 1963 a 1964 con la clase de Prehistoria y Protohistoria. También se desempeñó como profesora de tiempo completo en la Facultad de Altos Estudios de la Universidad Michoacana de San Nicolás de Hidalgo hasta 1966. Ingresa al profesorado de la Facultad de Filosofía y Letras de la UNAM en 1963 para impartir la clase de Protohistoria de Oriente. En 1966 ganó por examen de oposición la cátedra de Mito y religión de Grecia y Roma; dos años después crea el curso monográfico de Historia de las religiones comparadas y en 1975 el Seminario de Protohistoria, dentro de la UNAM. 
Formó parte de diferentes comisiones para la elaboración de los planes de estudios de la carrera de Letras clásicas y del Sistema de Universidad Abierta de la UNAM, además de la comisión para la creación de la maestría en Historia de la antigüedad, el cual no pudo ver finalizada a causa de su muerte. Falleció en 1992 por diabetes.

### Algunas publicaciones
- Arquenoticias, artículos semanales en el diario El día. (1954)
- El cisma de Amarna (1958)
- La antigua literatura egipcia (1962)
- La interpretación de los símbolos en el arte antiguo(1963)
- El faraón Ajenaten: ¿pacifista o revolucionario? (1968)
- Metodología para el estudio del simbolismo religioso (1982)
- Los recintos del sueño(1985)
- La irrupción de lo sagrado en el mundo (1988)
- Mictlantochtli, dios mexica del inframundo (1989)
- Tiempo sagrado (1990)
- Prólogo de Las Mil y una noches (1968)-Porrúa
- Prólogo de Ramayana(1971)-Porrúa
- Prólogo de La India Literaria (1972)-Porrúa

## Carrera artística
Desde temprana edad estuvo relacionada con el ámbito artístico debido a su madre Cuca Escobar, conocida como 'Cuca la Telefonista', iniciándose en el doblaje de películas, en su mayoría de Walt Disney además de grabar cuentos para el mismo productor en su versión en español, esto simultáneamente mientras realizaba su carrera en Historia a nivel licenciatura.
También, ya con el nombre artístico de 'Coralito', ofreció recitales tanto en México como en el extranjero interpretando música virreinal, entre las que se encuentran baladas y romances, así como música medieval.
Junto con su madre, durante la década de los cincuenta, trabajó en la Radio Femenina de la Ciudad de México, formando parte de diversos programas.

### Colaboraciones
| Película                            | Papel     |
| ----------------------------------- | --------- |
| Alicia en el país de las maravillas | Alicia    |
| Peter Pan                           | Wendy     |
| La dama y el vagabundo              | Reina     |
| Los aristogatos                     | Duquesa   |
| La telaraña de Charlotte            | Charlotte |